# Route nationale 401
Die Route nationale 401, kurz N 401 oder RN 401, ist eine französische Nationalstraße.

## Aktueller Straßenverlauf
Die aktuelle Nationalstraße 401 stellt eine kurze, ein Kilometer lange Verbindungsstraße zwischen der Anschlussstelle der Autobahn 1 und der heutigen RNIL 1 (ehemals RN 1) in Saint-Denis dar.

## Streckenverlauf
| Position | höchste zulässige Gesamtgeschwindigkeit | Fahrbahnen | Typ                 | Abschnitt | Längengrad | Breitengrad |
| -------- | --------------------------------------- | ---------- | ------------------- | --------- | ---------- | ----------- |
| 1        | 90                                      | 2          | Beginn der Autobahn | A1        | 48.9315    | 2.3700      |
| 2        | 90                                      | 2          | Teil-Anschlußstelle |           | 48.9334    | 2.3720      |
| 3        | 90                                      | 2          | Ende in Stadt       |           | 48.9363    | 2.3721      |

## Historischer Straßenverlauf
Die historische Nationalstraße 401 verlief von 1933 bis 1973 in zwei Abschnitten von Saint-Dizier nach Chambley-Bussières. Die Abschnitte wurden durch die Voie Sacrée, eine nummernlose Nationalstraße, überbrückt. 1978 wurde der Abschnitt von Saint-Dizier bis Bar-le-Duc in die Nationalstraße 35 umgewidmet. Außerdem wurde die Nationalstraße 1D, eine kurze, 1,5 Kilometer lange Verbindungsstraße zwischen der Nationalstraße 1 und der Autobahn 1 in Saint-Denis, die im Zuge des Autobahnbaues als Nationalstraße ausgeschildert wurde, als N 401 beschildert. Durch die Abstufung der Nationalstraße 1 im Jahr 2006 verkürzte sich die Länge von anderthalb auf einen Kilometer.